# Partido
Partido, la banda més conegut com a Partido és un grup musical d'origen barceloní liderada per Víctor Partido amb tendència al folk i música americana i uns breus matisos del pop. El productor Carles Cagigal va morir durant la gravació del primer disc, que Greyhead Records va recuperar i editar com The lost sessions 1999-2003.

## Membres[1]
- Victor Partido: veu, guitarra acústica i harmònica.
- Marcos Deker: guitarra acústica, guitarra elèctrica i cors.
- Javier Mozos.
- David Molero.
- Álex Albala.

### Membres anteriors[4]
- Eduardo Martínez: piano i teclats.
- Nacho Yoldi: baix elèctric.
- Jose Cattaneo: bateria, cors.

## Discografia
| • The Lost Sessions (1999-2003) (2010) |
| -------------------------------------- |
| (Greyhead)                             |

| • Leaving all behind (2012) |
| --- |
| (Warner Music Spain, S.L.) 1. First time, 4:06 2. Fell all down, 3:14 3. Bulletin board system, 4:12 4. Not full of anger, 4:44 5. Breaking me through, 4:26 6. Only in you, 2:21 7. Jesus, 3:42 8. I found your glasses, 4:11 9. Carnival, 5:19 10. Kingdom, 4:36 |

| • The Ruins (2014) |
| --- |
| (Warner Music Spain, S.L.) 1. The ruins, 0:46 2. Get into, 5:18 3. The Apologist, 3:01 4. Hi-Lo, 3:37 5. The wait, 4:07 6. There will be blood, 3:56 7. A love so beautiful, 5:32 8. The sweetest trouble, 3:13 9. In the meantime, 4:32 10. Fruit family tree, 4:29 |